# Reinhold Mathy
Reinhold Mathy (Memmingen, 1962. április 12. –) nyugatnémet korosztályos válogatott német labdarúgó, csatár.

## Pályafutása

### Klubcsapatban
1980 és 1987 között a Bayern München labdarúgója volt, ahol négy nyugatnémet bajnoki címet és három kupagyőzelmet ért el. Tagja volt az 1981–82-es idényben BEK-döntős csapatnak. 1987 és 1990 között a Bayer Uerdingen, 1990 és 1992 között a svájci FC Wettingen játékosa volt. 1992–93-ban a Hannover 96 csapatában fejezte be az aktív játékot sérülés miatt.

### A válogatottban
1979–80-ban hat alkalommal szerepelt a nyugatnémet U18-as válogatottban. 1982 és 1984 között hétszer lépett pályára a nyugatnémet U21-es válogatottban és hat gólt szerzett.

## Sikerei, díjai
Bayern München
- Nyugatnémet bajnokság (Bundesliga)
  - bajnok (4): 1980–81, 1984–85, 1985–86, 1986–87
- Nyugatnémet kupa (DFB-Pokal)
  - győztes (3): 1982, 1984, 1986
- Bajnokcsapatok Európa-kupája (BEK)
  - döntős: 1981–82